# هربرت سيمونز
هربرت سيمونز (بالإنجليزية: Herbert Simmons)‏ (1931، سانت لويس في الولايات المتحدة)؛ كاتِب ومؤلِّف وروائي أمريكي.